# HMS Iron Duke (1912)
Pour les autres navires du même nom, voir HMS Iron Duke.
Le HMS Iron Duke est un cuirassé de classe Iron Duke construit au Royaume-Uni en 1912 pour la Royal Navy.

## Conception

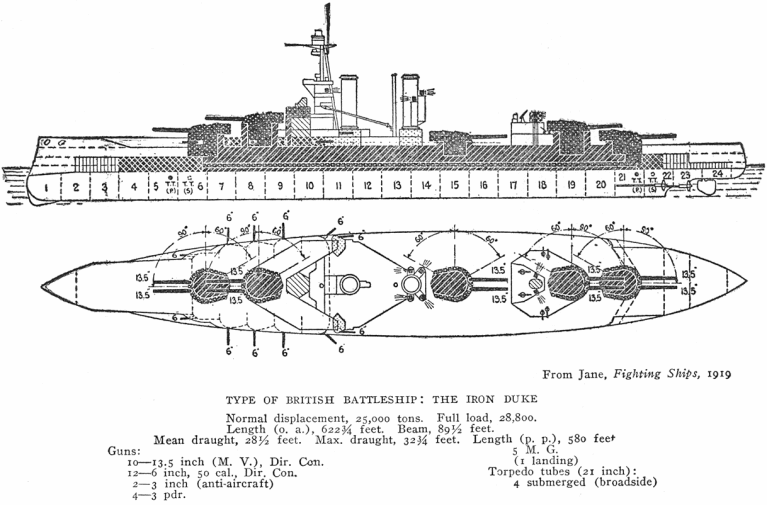
Plan de la classe Iron Duke

Les quatre cuirassés de la classe Iron Duke ont été commandés dans le cadre du programme de construction de 1911 et constituaient une amélioration progressive par rapport à la classe King George V précédente. Le principal changement entre les deux conceptions était la substitution par une batterie secondaire plus lourde pour les nouveaux navires. L'Iron Duke mesurait 622 pieds 9 pouces (190 m) de long et avait une largeur de 90 pieds (27 m) et un tirant d'eau moyen de 29 pieds 6 pouces (9 m). Il déplaçait normalement 25 000 tonnes longues (25 401 t) et jusqu'à 29 560 tonnes longues (30 034 t) à pleine charge. Son système de propulsion se composait de quatre turbines à vapeur Parsons, avec de la vapeur fournie par dix-huit chaudières Babcock & Wilcox. Les moteurs étaient évalués à 29 000 chevaux-vapeur (21 625 kW) et produisaient une vitesse de pointe de 21,25 nœuds (39 km/h ; 24 mph). Son rayon de croisière était de 7 800 milles marins (14 446 km ; 8 976 mi) à une vitesse économique de 10 nœuds (19 km/h ; 12 mph). L'Iron Duke avait un équipage de 995 officiers et matelots, bien qu'en temps de guerre, ce nombre soit passé à 1 022.
L'Iron Duke était armé d'une batterie principale de dix canons navals BL 13,5 pouces (343 mm) Mk V montés dans cinq tourelles doubles. Ils étaient disposés en deux paires superposées, une à l'avant et une à l'arrière ; la cinquième tourelle était située au milieu du navire, entre les cheminées et la superstructure arrière. La défense rapprochée contre les torpilleurs était assurée par une batterie secondaire de douze canons BL 6 pouces Mk VII. Le navire était également équipé d'une paire de canons anti-aériens 3 pouces QF 20 cwt et de quatre canons de 47 mm (2 pouces) de 3 livres et quatre tubes lance-torpilles de 21 pouces (530 mm) immergés sur les bordés.
L'Iron Duke était protégé par une ceinture blindée principale de 305 mm d'épaisseur sur les magasins de munitions et les salles des machines et des chaudières du navire, et réduite à 102 mm vers la proue et la poupe. L'épaisseur de son pont était de 2,5 pouces (64 mm) dans la partie centrale du navire et réduit à 1 pouce (25 mm) ailleurs. Les faces des tourelles de la batterie principale avaient une épaisseur de 11 pouces (279 mm) et les tourelles secondaires étaient soutenues par des barbettes de 10 pouces (254 mm) d'épaisseur.

## Histoire
La quille de l'Iron Duke a été posée au chantier naval de Portsmouth le 12 janvier 1912 et lancé le 12 octobre de la même année. Après avoir terminé les travaux d'aménagement, il a commencé les essais en mer le 25 novembre 1913. Le navire a été achevé en mars 1914 et il a rejoint la Home Fleet après avoir terminé ses essais. Dans la Home Fleet, il a servi comme navire amiral de l'amiral Sir George Callaghan. Le 29 juillet 1914, alors que la guerre se profilait sur le continent, l'Iron Duke et le reste de la Home Fleet reçurent l'ordre de se rendre à Scapa Flow depuis Portland pour protéger la flotte d'une éventuelle attaque surprise allemande.

### Première Guerre mondiale
En août 1914, après le déclenchement de la Première Guerre mondiale, la Home Fleet a été réorganisée sous le nom de Grand Fleet ; Iron Duke est resté le navire amiral de la flotte, maintenant sous les ordres l'amiral John Jellicoe. Le soir du 22 novembre 1914, la Grande Flotte effectua un ratissage infructueux dans la moitié sud de la mer du Nord ; l'Iron Duke se tenait avec le corps principal pour soutenir le 1er escadron de croiseurs de bataille du vice-amiral David Beatty. La flotte fut de retour au port de Scapa Flow le 27 novembre. L'Iron Duke et la majeure partie de la flotte sont d'abord restés au port pendant le raid allemand sur Scarborough, Hartlepool et Whitby le 16 décembre 1914, bien que le 3e escadron de bataille ait été envoyé pour renforcer les forces britanniques dans la région. Après avoir reçu de plus amples informations sur la possibilité que le reste de la flotte allemande soit en mer, Jellicoe a donné l'ordre à la flotte de sortir pour essayer d'intercepter les allemands, bien qu'à ce moment-là ils aient déjà battu en retraite. L'Iron Duke a pris la mer avec les 2e et 4e escadrons de combat pour s'entraîner au tir au nord des Hébrides les 23 et 24 décembre. Le lendemain, le reste de la flotte a rejoint l'Iron Duke pour un balayage en mer du Nord, qui s'est terminé le 27 décembre.
Iron Duke et le reste de la flotte ont mené des exercices d'artillerie du 10 au 13 janvier 1915 à l'ouest des Orcades et des Shetland. Dans la soirée du 23 janvier, la majeure partie de la Grande Flotte a navigué à l'appui de la flotte de croiseurs de bataille de Beatty, mais l'Iron Duke et le reste de la flotte ne se sont pas engagés dans la bataille de Dogger Bank qui a suivi le jour suivant. À son retour de l'opération, l'Iron Duke s'est rendu à Invergordon pour un radoub ; pendant son absence, le HMS Centurion a agi comme navire amiral de la flotte temporaire. Le travail a été achevé le 23 février, après quoi il est retourné à Scapa Flow. Du 7 au 10 mars, la Grand Fleet a effectué un ratissage dans le nord de la mer du Nord, au cours duquel elle a effectué des manœuvres d'entraînement. Une autre croisière de ce type a eu lieu du 16 au 19 mars. Le 11 avril, la Grand Fleet a effectué une patrouille dans le centre de la mer du Nord et est retournée au port le 14 avril; une autre patrouille dans la région a eu lieu les 17 et 19 avril, suivie d'exercices d'artillerie au large des Shetland les 20 et 21 avril.
La Grande Flotte a effectué un balayage dans le centre de la mer du Nord du 17 au 19 mai sans rencontrer de navires allemands. Le 25 mai, Iron Duke a transporté Jellicoe à Rosyth pour rencontrer l'amiral Henry Jackson, le nouveau First Sea Lord. L'Iron Duke est retourné à Scapa Flow le 28 mai, à temps pour participer à un autre balayage dans la mer du Nord du 29 au 31 mai. Après son retour à Scapa Flow, Iron Duke est immédiatement parti pour Cromarty. La flotte a effectué un entraînement au tir à la mi-juin. L'Iron Duke, le 2e escadron de combat et le 1er escadron de croiseurs ont effectué un entraînement au tir à Cromarty le 2 août ; après avoir terminé les exercices, les navires sont retournés à Scapa Flow. Le 7 août, le navire a de nouveau emmené Jellicoe à Cromarty pour une autre réunion, cette fois avec le Premier ministre, H. H. Asquith. Iron Duke était de retour à Scapa Flow le 16 août.
Du 2 au 5 septembre, la flotte a effectué une autre croisière dans l'extrémité nord de la mer du Nord et a effectué des exercices d'artillerie. Tout au long du reste du mois, la Grande Flotte a mené de nombreux exercices d'entraînement. L'Iron Duke s'est rendu à Invergordon le 1er octobre pour une autre période de réaménagement - les travaux ont duré jusqu'au 11 octobre. Deux jours plus tard, la majorité de la flotte a effectué un autre balayage dans la mer du Nord, retournant au port le 15 octobre. Du 2 au 5 novembre, l'Iron Duke a participé à une autre opération d'entraînement de la flotte à l'ouest des Orcades. Une autre croisière de ce type a eu lieu du 1er au 4 décembre. Plus tard dans le mois, Iron Duke a participé à des exercices d'artillerie et pendant ceux-ci, a mené une sorte d'expérience pour déterminer la précision des artilleurs du navire. Jellicoe a conclu que le "résultat était très satisfaisant."
L'Iron Duke est entré en collision avec le pétrolier Prudentia le 12 janvier 1916 alors qu'il se trouvait à Scapa Flow, et ce dernier a coulé. Le pétrolier s'était détaché lors d'un violent coup de vent, qui soufflait jusqu'à 130 km/h. L'Iron Duke n'a pas été endommagé dans l'accident. La flotte est partie pour une croisière en mer du Nord le 26 février ; Jellicoe avait l'intention d'utiliser la Harwich Force pour balayer le Heligoland Bight, mais le mauvais temps a empêché les opérations dans le sud de la mer du Nord. En conséquence, l'opération a été confinée à l'extrémité nord de la mer. Dans la nuit du 25 mars, l'Iron Duke et le reste de la flotte ont quitté Scapa Flow pour soutenir la flotte de croiseurs de bataille et d'autres forces légères qui ont attaqué la base allemande de zeppelins à Tondern. Au moment où la Grande Flotte s'est approchée de la région le 26 mars, les forces britanniques et allemandes s'étaient déjà désengagées et un violent coup de vent menaçait les embarcations légères. L'Iron Duke guida les destroyers vers Scapa tandis que le reste de la flotte se retirait de façon indépendante.
Le 21 avril, la Grande Flotte a mené une démonstration au large de Horns Reef pour distraire les Allemands pendant que la marine russe remettait en état ses champs de mines défensifs dans la mer Baltique. La flotte est retournée à Scapa Flow le 24 avril et a fait le plein avant de se diriger vers le sud en réponse aux rapports de renseignement selon lesquels les allemands étaient sur le point de lancer un raid sur Lowestoft. Cependant, la Grande Flotte n'est arrivée dans la région qu'après le retrait des allemands. Du 2 au 4 mai, la flotte a mené une autre démonstration au large de Horns Reef pour garder l'attention allemande concentrée sur la mer du Nord.

#### Bataille du Jutland
Article détaillé : Bataille du Jutland
 
La flotte britannique a navigué du nord de la Grande-Bretagne à l'est tandis que les Allemands ont navigué depuis l'Allemagne au sud ; les flottes adverses se sont rencontrées au large des côtes danoises

### Seconde Guerre mondiale
Pendant la Seconde Guerre mondiale, il a été utilisé comme dépôt et comme batterie antiaérienne flottante à Scapa Flow. Une partie de son artillerie secondaire a été débarquée et utilisée pour la défense côtière autour de la base. Le 17 octobre 1939, quatre bombardiers moyens Junkers Ju 88 attaquent Scapa Flow et endommagent l' Iron Duke provoquant plusieurs entrées d'eau. Pour l'empêcher de couler, il a été décidé de faire échouer le bâtiment. Le 16 mars 1940, le cuirassé, toujours échoué, est de nouveau attaqué par des avions de la Luftwaffe. Cette fois-là, dix-huit Ju 88 ont attaqué le port et les installations environnantes. L' Iron Duke a de nouveau été gravement endommagé, tout comme le croiseur lourd Norfolk.
La présence du bâtiment à Scapa Flow a peut-être affecté les plans des Allemands lors de l'opération Rheinübung, la sortie de l'Atlantique du cuirassé Bismarck en mai 1941. La reconnaissance aérienne allemande ayant repéré dans la baie l'Iron Duke et deux cuirassés leurres (des navires marchands qui avaient été camouflés avec du bois et de la toile pour ressembler à des cuirassés de classe Revenge) les a identifiés à tort comme des unités actives de la Home Fleet. Sous l'impression erronée que les unités lourdes de la Home Fleet étaient toujours au port, le commandant de la flotte allemande, Günther Lütjens, a décidé de pénétrer dans l'Atlantique via le détroit du Danemark, ce qui a entraîné la bataille du détroit du Danemark.
L' Iron Duke a ensuite été réparé et remis en service en tant que base fixe pendant la durée de la guerre, bien qu'il soit resté échoué. L'Iron Duke est resté dans l'inventaire de la Royal Navy jusqu'en mars 1946, date à laquelle il a été vendu pour démolition à Metal Industries, toujours échoué à Scapa Flow,. Renfloué le 19 avril 1946 puis transféré à Faslane le 19 août. En septembre 1948, il a été revendu et a été déplacé à Glasgow, y arrivant le 30 novembre 1948, et par la suite détruit pour la ferraille,.
La cloche de l'Iron Duke est exposée à la cathédrale de Winchester.